# Verlag Eugen Ulmer
Der Verlag Eugen Ulmer ist ein Verlag mit Sitz in Stuttgart. Der Verlagsschwerpunkt liegt auf dem Themenbereich Natur (insbesondere Garten und Pflanzen, Garten- und Landschaftsbau, Landwirtschaft, Nutz- und Heimtiere, Veterinärmedizin, Ökologie und Naturschutz sowie Forstwirtschaft).

## Geschichte
Die Verlagsanfänge reichen bis 1868 zurück, als Eugen Ulmer von der Dorn’schen Buchhandlung in Ravensburg ein kleines Fachprogramm für Obstbau erwarb. 1874 verlegte er den Sitz nach Stuttgart und entwickelte den Verlag zu einem Fachverlag für Landwirtschaft und Gartenbau. Zum Ende des 19. Jahrhunderts übernahmen zwei seiner Söhne, Eugen Ulmer jun. und Richard Ulmer, die Verlagsführung. Letzterer baute den Verlag nach der Zerstörung im Zweiten Weltkrieg neu auf. Nach dessen Tod übernahm der Urenkel des Verlagsgründers, Roland Ulmer, die Leitung und erweiterte das fachliche Spektrum. Nach 1990 ging der DDR-Verlag Neumann im Verlag Eugen Ulmer auf, in der Folge wurden auch Fachbuchsparten anderer Verlage (u. a. Parey, BLV-Verlag, Random House) übernommen.
Im Jahr 2007 zu seinem 70. Geburtstag übergab Roland Ulmer dann die alleinige Geschäftsführung an seinen jüngsten Sohn Matthias Ulmer.
Das Buchprogramm umfasst etwa 1600 lieferbare Titel, hinzu kommen mehr als 20 Fachzeitschriften und digitale Angebote.
Der Verlag ist Mitglied im Verband Deutscher Zeitschriftenverleger (VDZ) und dessen Landesverband, dem Süddeutschen Zeitschriftenverlegerverband (SZV).

## Les Editions Eugen Ulmer, Paris
1993 gründete Matthias Ulmer in Paris eine Verlagstochter, Les Editions Eugen Ulmer. Mit 15 Mitarbeitern (Stand 2025) gehört Les Editions Eugen Ulmer nach eigener Aussage zu den führenden Verlagen Frankreichs beim Thema Garten.

## Elektronische Bibliothekskopien
Der Verlag versuchte 2009, der TU Darmstadt das Bereithalten deren Bücher in elektronischer Form innerhalb der Bibliothek zu untersagen. In höchstrichterlicher Entscheidung (EuGH C-117/13) wurde 2014 klargestellt, dass Bibliotheken für ihre Leseplätze so verfahren dürfen, wenn sichergestellt ist, dass weitere elektronische Kopien nicht ermöglicht werden.